# Endurance International Group
Endurance International Group, anciennement BizLand, est une entreprise américaine d'hébergement de site internet.

## Histoire
En novembre 2015, Endurance acquiert Constant Contact, une entreprise américaine spécialisée dans la publicité sur internet et notamment dans les mails, pour 1,1 milliard de dollars.

## Principaux actionnaires
Au 5 février 2020:
| Warburg Pincus                                 | 71,8% |
| Goldman Sachs Private Banking                  | 10,5% |
| Okumus Fund Management                         | 9,95% |
| Capital Research & Management Global Investors | 7,72% |
| First Trust Advisors                           | 6,83% |
| Capital Research & Management World Investors  | 6,63% |
| The Vanguard Group                             | 4,75% |
| Roystone Capital Management                    | 3,75% |
| Miller Value Partners                          | 2,41% |
| Fidelity Management & Research                 | 2,25% |